# Rustling a Bride
Rustling a Bride er en amerikansk stumfilm fra 1919 af Irvin Willat.

## Medvirkende
- Lila Lee som Emily
- Monte Blue som Nick McCredie
- Lee Shumway som Pen Walton
- Manuel R. Ojeda som Pedro
- Ruby Lafayette